# Лиард (река)
Ли́ард (англ. Liard River) — река в Канаде, протекающая по территории Юкона, Британской Колумбии и Северо-Западных территорий. Река является наинизшей точкой для Канадских Скалистых гор: 305 м. Длина — 1115 км (693 мили). Площадь водосборного бассейна — 277 100 км². Река берёт своё начало в горах Пелли, а впадает в русло реки Маккензи.

## География
Речные среды обитания — подраздел Нижнемаккензийского пресноводного экорегиона. Область вокруг реки на территории Юкона называют Лиардской речной долиной. Вдоль русла реки проходит участок Аляскинской трассы. Эта окружающая область, известная также как Лиардская равнина, входит в более крупную область нагорий Юкона и Тананы, которые, в свою очередь, являются частью больших Межгористых плато. Река пересекает ареал лесного бизона.
Крупнейшие притоки:

правые: Майстер, Рейнчерия, Диз (длина 265 км), Ред-Ривер, Кечика, Раббит, Трауд, Тод, Форт-Нельсон (длина 517 км), Маскег, Блектон, Поплар;

левые: Франсес, Гайленд, Кол, Грейлинг, Кроу, Ла-Биш, Саут-Наханни (длина 540 км).

## Галерея

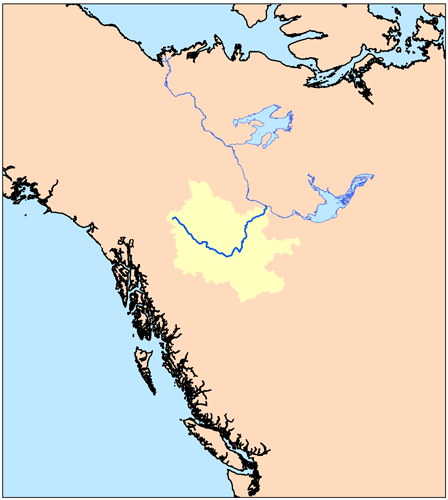
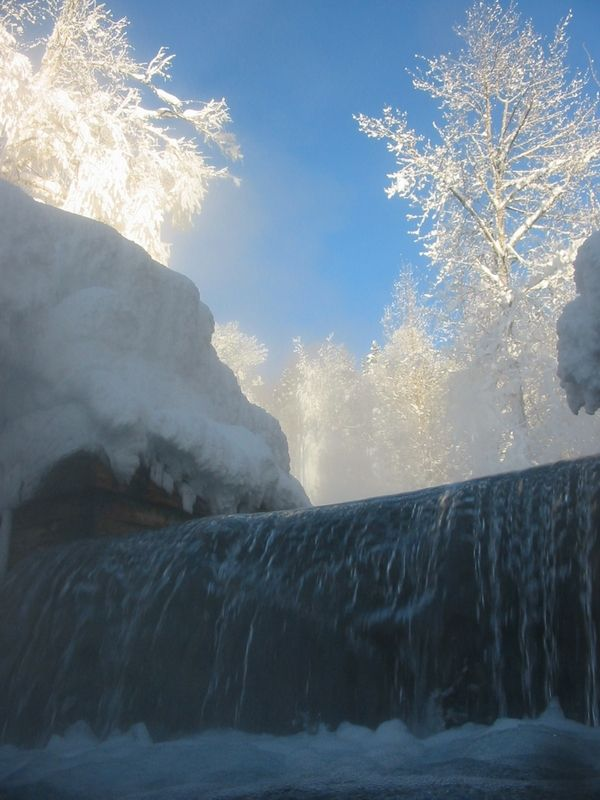
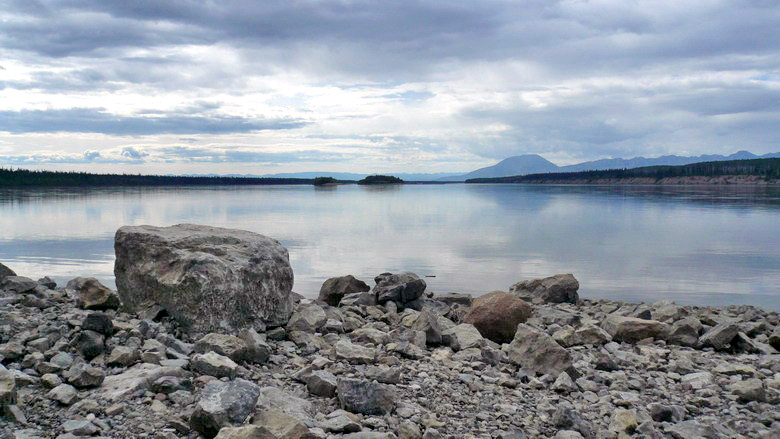
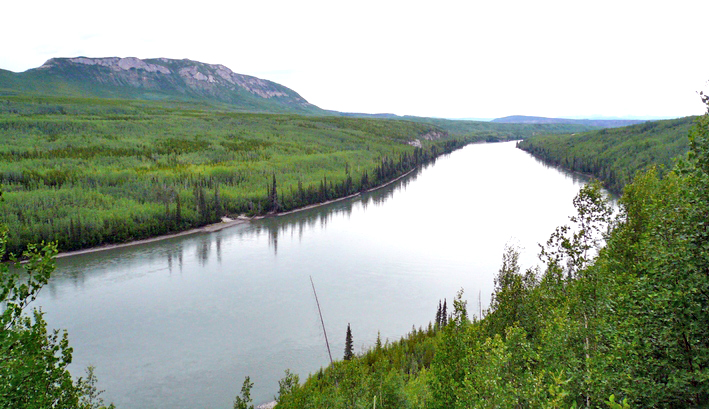
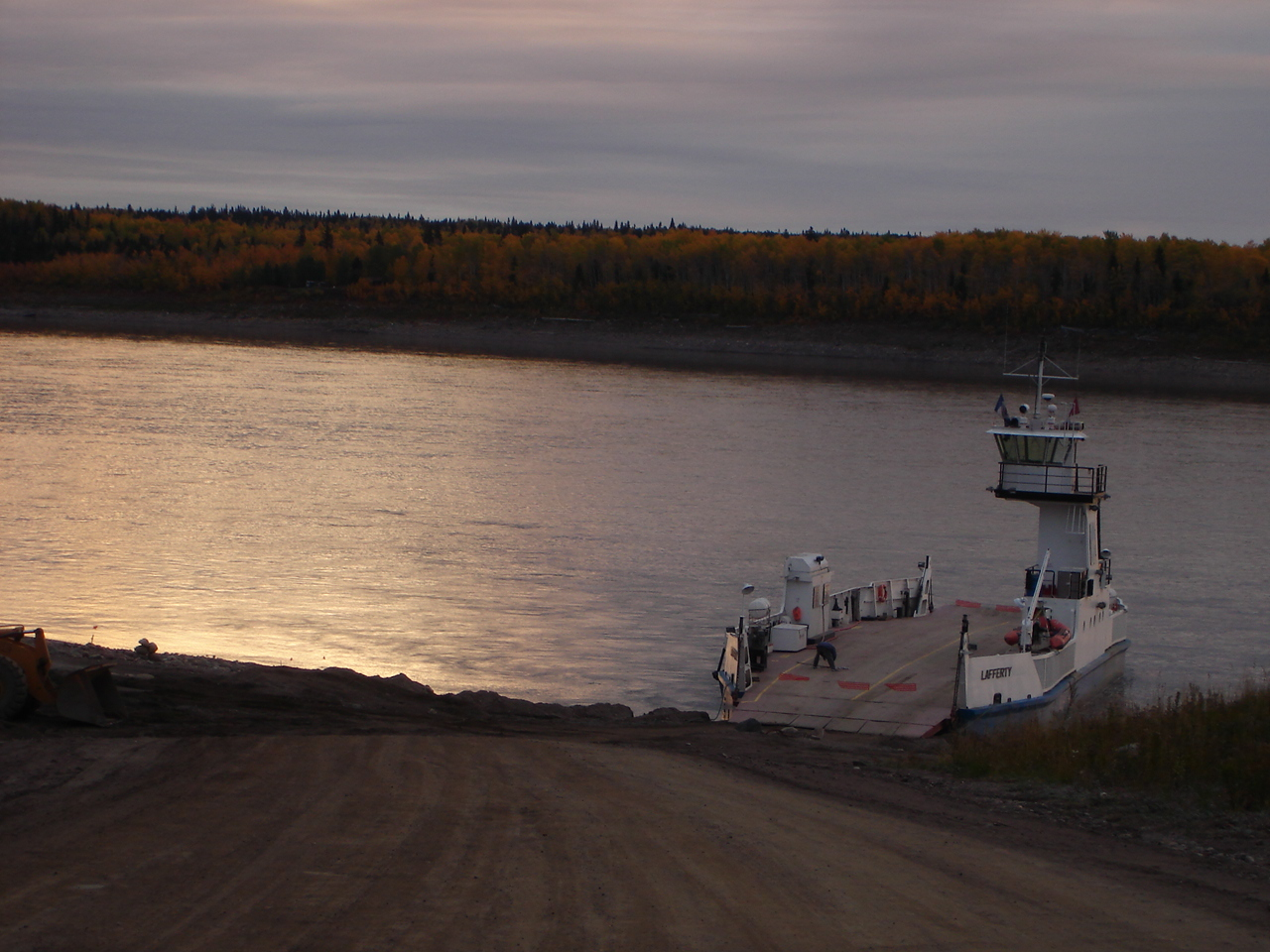